# Bozoum
Bozoum är en prefekturhuvudort i Centralafrikanska republiken.   Den ligger i prefekturen Préfecture de l'Ouham-Pendé, i den västra delen av landet, 300 km nordväst om huvudstaden Bangui. Bozoum ligger 664 meter över havet och antalet invånare är 40 201.
Terrängen runt Bozoum är platt. Det finns inga andra samhällen i närheten.
I omgivningarna runt Bozoum växer huvudsakligen savannskog. Runt Bozoum är det mycket glesbefolkat, med 6 invånare per kvadratkilometer.